# Vilmos Kertész
Dans le nom hongrois Kertész Vilmos, le nom de famille précède le prénom, mais cet article utilise l’ordre habituel en français Vilmos Kertész, où le prénom précède le nom.
Vilmos Kertész (né le 21 mars 1890 à Budapest, à l'époque en Autriche-Hongrie, aujourd'hui en Hongrie, et mort le 30 novembre 1961 à Sydney en Australie) est un joueur de football international hongrois, qui évoluait au poste de milieu de terrain, avant de devenir entraîneur.

## Biographie

### Carrière de joueur

#### Carrière en sélection
Avec l'équipe de Hongrie, il joue 47 matchs (pour 11 buts inscrits) entre 1909 et 1924. 
Il joue son premier match le 2 mai 1909 face à l'Autriche et son dernier le 4 juin 1924 contre la France.
Il figure notamment dans le groupe des sélectionnés lors des Jeux olympiques de 1912 et de 1924.

## Palmarès
MTK Budapest
- Championnat de Hongrie (9) :
  - Champion : 1913-14, 1916-17, 1917-18, 1918-19, 1919-20, 1920-21, 1921-22, 1922-23 et 1923-24.

- Coupe de Hongrie (5) :
  - Vainqueur : 1909-10, 1910-11, 1911-12, 1913-14, 1922-23.